# منتخب المكسيك لكرة اليد
منتخب المكسيك لكرة اليد هو الممثل الرسمي لدولة المكسيك في رياضة كرة اليد. نافس في بطولة بان أميركان لكرة اليد وظهر فيها 15 مرة كانت الأولى في سنة 1979 وكانت أفضل نتيجة له فيها هي المركز الرابع وذلك في سنة 1985.

## وصلات خارجية
- الموقع الرسمي